# Прапроше
Прапроше (словен. Praproše) је насељено место у општини Радовљица, Горењска регија, Словенија.

## Историја
До територијалне реорганизације у Словенији било је у саставу старе општине Радовљица.

## Становништво
У попису становништва из 2011. године, Прапроше је имало 28 становника.
| Број становника према пописима | Број становника према пописима | Број становника према пописима |
| ------------------------------ | ------------------------------ | ------------------------------ |
| 1991                           | 2002                           | 2011                           |
| 21                             | 26                             | 28                             |

Напомена: До 1999. исказивано под именом Прапроче.